# 菓月
菓月（法語：Fructidor），又稱果實月，是法国共和曆的第十二个月。它一般（对于某些年份有一两天的差异）对应于格里高利历的8月18日至9月16日，同时它也大致涵盖了太阳穿越黄道十二宫室女宫的时期。果月的前一個月是热月，果月结束后将进入为期五天或六天的闰日，然后进入新一年的酿月。

## 日期名
每个周十（以0结尾）都以一种农具或工具命名，每个周五（以5结尾）都以一种普通动物命名，其余的日子以植物相关事物命名。
1. 李子日
2. 小米日
3. 马勃日
4. 大麦日
5. 鲑鱼日
6. 晚香玉日
7. 甜瓜日
8. 夹竹桃日
9. 甘草日
10. 梯子日
11. 西瓜日
12. 小茴香日
13. 刺檗日
14. 核桃日
15. 鳟鱼日
16. 柠檬日
17. 起绒草日
18. 鼠李日
19. 万寿菊日
20. 通风柜日
21. 蔷薇日
22. 榛子日
23. 啤酒花日
24. 高粱日
25. 螯虾日
26. 酸橙日
27. 酒金花日
28. 玉米日
29. 栗日
30. 篮子日